# A. I. Bezzerides
Albert Isaac Bezzerides, más conocido como A.I. Bezzerides, nacido el 9 de agosto de 1908 en Samsun (Turquía) y fallecido el 1 de enero de 2007 en Los Ángeles (Estados Unidos), es un guionista, escritor y efímero actor estadounidense. Es conocido por su carrera de guionista habiendo trabajado en varios clásicos del cine negro entre los años 1940 y 1960 como Kiss Me Deadly de Robert Aldrich, Sirocco, On Dangerous Ground de Nicholas Ray o Thieves' Highway de Jules Dassin. 
Su novela The Long Haul fue adaptada al cine bajo el título La pasión manda (They drive by night) dirigida por Raoul Walsh.

## Novelas
- 1938 : The Long Haul, adaptada al cine bajo el título They drive by night.
- 1942 : There Is a Happy Land
- 1949 : Thieves' Market, adaptada al cine bajo el título Thieves' Highway.